# Tarenna pumila
Tarenna pumila är en måreväxtart som först beskrevs av Joseph Dalton Hooker, och fick sitt nu gällande namn av Elmer Drew Merrill. Tarenna pumila ingår i släktet Tarenna och familjen måreväxter. Inga underarter finns listade i Catalogue of Life.